# Tahsin Taha
Tahsin Taha, fullständigt namn Tehsîn Mihemed Selîm Teha, född 25 september 1941 i Amedi, irakiska Kurdistan, död 28 maj 1995 i Nederländerna, var en folkkär  kurdisk folksångare (dengbêj).

## Biografi
Tahsin Taha var son till läraren “Taha Muhammad Salim Amidi och hans fru Simbilkhan.
Som barn älskade han särskilt sångerna av den kurdiska folksångaren Mohammed Arif Ceziri (mer känd i Irak som Mohammed Arif Cizrawi). Tahsin Taha tog studenten i Mosul.
Hans genombrott kom år 1958 då han började arbeta vid Radio Bagdads kurdiska sektion. Där spelade han in mer än 120 kurdiska sånger. År 1960 arbetade han som sånglärare. Den 11 september 1961 lämnade han Bagdad och reste till Zakho för att ansluta sig till Mustafa Barzanis uppror.
År 1963 blev han arresterad för att ha deltagit i en kurdisk studentdemonstration, men frigavs 1964. Därefter levde han i flera år i sin hemstad Amedi. År 1970 återvände han till Bagdad efter ett fredsavtal mellan den irakiska regeringen och kurderna, och 1974 gifte han sig. Han fick fyra söner.
Den 13 mars 1994 reste han till Nederländerna tillsammans med artisten Fuad Ahmed för att delta i en konsert i samband med Newroz-firandet, och valde därefter att stanna för behandling av cancer. Den 28 maj 1995 avled han i Amsterdam av en hjärtinfarkt.  Hans kropp fördes tillbaka till Kurdistan och han begravdes i sin hemstad Amedi. Hans sånger är tre decennier efter hans bortgång alltjämt mycket uppskattade, och flera av dem räknas till de viktigaste verken inom kurdisk folkmusik.